# Ciro Scarponi
Pour les articles homonymes, voir Scarponi.
Ciro Scarponi, né en 1950 à Torgiano et mort le 4 octobre 2006 à Pérouse, est un clarinettiste et compositeur italien.

## Biographie
Diplômé très jeune du conservatoire Francesco Morlacchi de Pérouse, il est immédiatement devenu l'un des interprètes contemporains les plus prestigieux de son instrument.
Véritable innovateur de la technique de la clarinette, il a donné de nombreuses premières mondiales, dont certaines lui ont été dédiées par Sylvano Bussotti, Franco Donatoni, Ada Gentile, Armando Gentilucci, Ennio Morricone, Luigi Nono, Marcello Panni, Carlo Pedini, Wolfgang Rihm, Enrico Renna, Salvatore Sciarrino, Fernando Sulpizi, Paolo Ugoletti et la plupart des jeunes compositeurs européens, qui ont écrit plus de deux cents œuvres pour la clarinette ; Il était le clarinettiste préféré de Luigi Nono et de Giuseppe Sinopoli, entre autres. Sa longue collaboration avec Luigi Nono au Studio Sperimentale  « Strobel » de Freiburg a été particulièrement importante.
Il a réalisé de nombreux enregistrements (Ayna, Edipan, Ricordi, Fonit Cetra, S.M.C., RZ Berlin, Bongiovanni, Nuova Era, Col legno, Hyperprism/Edizioni) ainsi que des enregistrements pour la radio et la télévision pour la Rai, Radio France, BBC, Südwestfunk. Auteur de divers écrits sur la clarinette, il a édité ces dernières années une importante méthode d'enseignement distribuée dans le monde entier par Casa Ricordi.
Dans les dernières années de sa vie, il s'est également consacré à la composition. Dans ce domaine, il convient de mentionner la pièce pour clarinette et cordes Elegia per Danny en mémoire de Danny Purcell, jeune victime d'une maladie rare ; cette pièce lui a valu le premier prix du concours de composition organisé par l'Orchestre symphonique de Sanremo en 2003.
Il est décédé soudainement et prématurément à l'automne 2006.

## Compositions de Ciro Scarponi[2]

### Pour clarinette
- Tre immagini (clarinette et piano - 1970)
- Polka (clarinette et piano - 1974)
- Preghiera (soprano et clarinette -1975)
- Modinha (clarinette solo - 1976)
- Concerto in 7 piccoli tempi (quatuor de clarinettes - 1977)
- Maschere (variation sur le thème du Carnevale di Venezia; clarinette et piano - 1981)
- Memento (sur un texte de J. Da Todi; soprano, cordes ou clarinette et orgue - 1981)
- Aulodia per Mida (clarinette solo - 1981)
- Dieci studi pour clarinette (Ed. Ricordi - 1995)
- Elegia for Danny (clarinette et cordes, Ed. EUFONIA  - 2003) - 1er prix général du Concours international de musique symphonique de Sanremo 2003

### Pour autres instruments
- Il canto del grillo! (flûte solo - 1968)
- Due sculture (contrebasse et piano - 1968)
- 30/11 (piano - 1969)
- Cadenza e cantabile (flûte et piano - 1969)
- Piccolo divertimento (quintette à vent - 1969)
- Felliniana (marche  symphonique pour orchestre - 1972)
- Musiche per il progetto Musica e Poesia (sur un texte de M. Massidda - 1976)
- Fantasia (sur le thème Il fabbro armonioso de Händel ; chœur féminin, soliste et orchestre - 2001)
- Salmo n° 8 (chœur féminin et orchestre - 2004)
- Cantico delle creature (voix féminine - 2004)
- Una casa ai margini del bosco ...sotto la neve (trompette et cordes - 2006)

## Œuvres dédiées à Ciro Scarponi[2]

### Clarinette solo
- Abwechseln (Enrico Renna)
- Adolescente Auriga (Maria Cipollone)
- Al telaio del tempo (Armando Gentilucci )
- Appunti (Rosario Mirigliano)
- Arghul (Giampaolo Schiavo)
- Ayry (Davide Anzaghi)
- Capriccio (Ruggero Lolini)
- Centauro Marino (Salvatore Sciarrino)
- Chalomeau deuxieme (Stefano Bellon)
- Chant a danse pour Arlequin (ArduinoGottardo)
- Cirociro (Paolo Renosto)
- Clair (Franco Donatoni)
- Come dal nulla (Ada Gentile)
- Crazy jay blue (Fernando Mencherini)
- Dal Basso al profondo (Francesco Hoch)
- Dal nulla … al nulla (Adriano Guarnieri)
- Dans le cycle du temps (Marco Di Bari)
- Dieci spleens (Riccardo Piacentini)
- Domino (Riccardo Formosa)
- Figure (Maurizio Borgioni)
- Gli Enigmi (Fernando Sulpizi)
- Improvviso I (Fernando Grillo)
- In divenire (Flavio Emilio Scogna)
- L'acciarino di Weber (Carlo Pedini)
- La suite giocosa (Fernando Sulpizi)
- Lebhaft (Giovanni Indulti)
- Let me die bifore I wake (Salvatore Sciarrino)
- Mystère d'Orch e Babyl (Pier Giuseppe Arcangeli)
- Nell'aria (Alessandro Sbordoni)
- Notturno e Passacaglia (Ennio Morricone)
- Notturno volgare (Fernando Mencherini)
- Odem (Rodolfo Bramucci)
- Ombra (Franco Donatoni)
- Per Ada (Irma Ravinale)
- Prologue II (Luigi Guarnieri)
- Raffiguran Narciso al fonte (Salvatore Sciarrino)
- Raps VIII (Giampaolo Coral)
- Rimembranze (Fernando Sulpizi)
- Rondoletto (Paolo Ugoletti)
- Samek (Enrico Correggia)
- Samurai (Paolo Renosto)
- Senza gioco (Paolo Ciacci)
- Simbologie Trasfigurate (Fernando Sulpizi)
- Sonata XXVII (Sergio Prodigo)
- Souple (G. Tamburrini)
- Stucklein (Luciano Donnini)
- Tief (Enrico Renna)
- Trista o degli oggetti (Rocco Abate)
- Veni Creator (Marcello Panni)
- Vent'anni dopo (Carlo Pedini)
- Versi (Mauro Castellano)
- Windex (Ivan Fedele)

### Deux clarinettes
- Quattro sequenze per due clarinetti (Aurelio Peruzzi)
- Sonata XXV op. 75 per due clarinetti (Sergio Prodigo)

### Clarinette et piano
- Alternanza 2 (Ruggero Lolini)
- Di brina (Maurizio Borgioni)
- Gino ed altri angeli (Carlo Pedini)
- Gli occhi (chiari) del tempo (Carlo Pedini)
- Ombra s'aduna (Ruggero Lolini)
- Sans jeu (Francesco Hoch)
- Shin (Enrico Correggia)
- Sonata Trovadorica (Fernando Sulpizi)
- Sonata XXIV op. 72 (Sergio Prodigo)

### Clarinette et orchestre
- Alle soglie della luna (Antonio D'antò)
- Azzurri abissi (Armando Gentilucci)
- Clararch (Mario Cesa)
- Concerto N° 4 op. 75 (Sergio Prodigo)
- Di riflesso (Aurelio Samorì)
- Il giocatore d'anime (Carlo Galante)
- Quasi un solo (Jesus Villa Rojo)
- Zeichen (Wolfgang Rihm)

### Autres formations
Breve II (Maestri Fabio), Brine (Borgioni Maurizio), Capriccio (Cardone Amleto), Di luce purpurea (Borgioni Maurizio), Dies Irae (D'antò Antonio), Duetto per flauto e clarinetto (Aldo Clementi), Epigrammi (Mauro Bortolotti), Eufonio (Schiavo Giampaolo), Fermentum (Enrico Renna), Harmonie (Benvenuti Arrigo), Il paese delle feste (Cesa Mario), Illa et Antilla (Arcangeli Piero), Irrlicht (Correggia Enrico), IV canto della Torre più alta (Sulpizi Fernando), Kammerphantasie VIII op. 73 (Prodigo Sergio), L'ultimo dialogo (Lamberti Silvio), L'ultimo dialogo… dè dolci sospiri op.21 (Lamberti Silvio), La ballata del vecchio marinaio (Sulpizi Fernando), La nebbia di Hietzing (Carlo Pedini), Latch (Albin Corrado), Lir ... (Borgioni Maurizio), Ma se alla fine dei tempi entra il silenzio? (Sulpizi Fernando), Me ne vado (Tamburrini Guerrino), Musiche per Leonardo Riccardo Piacentini, Nodi (Gavazza Giuseppe), O Jubilo (Vessello Italo), Pechè d'outre tombe (Hoch Francesco), Preludio (Marocchini Enrico), Profili (Baggiani Guido), Quadri di una esposizione di Modest Mussorgsky (Pedini Carlo), Quintetto op. 70 (Mosca Luca), Quintetto (Modino Paolo), Quintetto (Alessandro Solbiati), Quintetto (Giampaolo Testoni), Rime Facete (Borin Luciano), Soliloquio (Cattaneo Pieralberto), Specchio Trasparente (Sulpizi Fernando), Spesso i sogni (Ciacci Paolo), Spiel (Paolo Arcà), Stakhis (Gottardo Arduino), Sublimen op 26 (Abate Rocco), Tre ricercari sopra una scala tetracordale (Sulpizi Fernando), Triplum Es (Borgioni Maurizio), Triptyque (Dondeiyne Desiree), Wiegenlied (Vittorio Fellegara).